# Nina Deißler
Nina Deißler (* 6. Juni 1974 in Weinheim, Bergstraße) ist eine deutsche Autorin, Coach und Trainerin für Kommunikation, Flirten und Partnerschaft.

## Biografie
Nina Deißler lernte zunächst einen kaufmännischen Beruf in ihrer Geburtsstadt Weinheim und arbeitete bis 2002 als Angestellte im Bereich Vertrieb und Marketing. 1997 zog sie nach Hamburg und studierte dort Marketing und Multimediadesign. 2000 begann sie eine Weiterbildung in systemischem Coaching sowie Kommunikationstraining bei WBS in Hamburg. Sie absolvierte unter anderem eine Ausbildung in integrativem Coaching bei Bernd Isert und Sabine Klenk und eine Ausbildung in „Sustainable NLP“ bei Robert Dilts.
2002 machte sie sich unter dem Markennamen „Kontaktvoll“ als Coach und Trainerin selbständig und bietet seitdem Hilfe bei der Partnersuche sowie Persönlichkeitsseminare und Flirtkurse an.
Deißler lebt seit 2010 im Kreis Steinburg in Schleswig-Holstein. Seit 2008 ist sie mit dem Musiker Claudius Mach verheiratet.

## Wirken
Von 2007 bis 2010 war Deißler als „Gefühlsecht Expertin“ unter anderem beim Radiosender SWR Das Ding zu hören. Für das ZDF fungierte sie 2008 und 2009 als Trainerin und Expertin in der Reportage „Das Flirtcamp“ auf Mallorca und begleitete die mehrteilige Dokumentation „Wo die Liebe hinfährt“. Von 2015 bis 2019 war sie als Partnerschafts- und Liebesexpertin in der Sendung "Mein Nachmittag" beim NDR Fernsehen zu sehen. 

## Publikationen
- Flirten. Wie wirke ich? Was kann ich sagen? Wie spiele ich meine Stärken aus? 2008, Humboldt Verlag
- So verlieben Sie sich richtig. Wie man seinen Traumpartner sucht und findet, 2009, Humboldt Verlag
- Klartext für Männer. Was Frauen wirklich wollen, 2010, Schwarzkopf & Schwarzkopf Verlag
- Klartext für Frauen. Wie man Männer anzieht, auszieht und glücklich macht, 2011, Schwarzkopf & Schwarzkopf Verlag
- Flirt Talk. Wie beginne ich einen Flirt? Wie halte ich das Gespräch in Gang? Wie verführe ich mit Worten? 2011, Humboldt Verlag
- Flirten & Verlieben: Wie Sie spielerisch erobern, verführen und die Liebe finden. Selbstvertrauen, Charme und Türöffner für jede Gelegenheit, 2012, Humboldt Verlag
- Dating für Frauen. So treffen Sie den Richtigen. Mit Spaß flirten, verabreden und verlieben, 2013, Humboldt Verlag
- Für immer verliebt. Was Paare wirklich glücklich macht. Mit Claudius Mach, 2014, Knaur
- Mission Traumfrau. Gekonnt flirten, verführen und die Richtige finden. Der Ratgeber für Männer, 2014, Humboldt Verlag
- Beziehungsstatus: Kompliziert. Die absolute Wahrheit über Männer, Frauen, Sex und Liebe. 2016, Knaur
- Nie mehr schüchtern: Wie Sie Schüchternheit überwinden, Selbstvertrauen gewinnen und innere Stärke finden, 2018, Humboldt Verlag
- Arsch hoch, Baby: Wie Du bekommst, was Du willst und auch noch Spaß dabei hast, 2020, Humboldt Verlag